# كأس النخبة اللبناني 2010
كأس النخبة اللبناني 2010 هو موسم من كأس النخبة اللبناني. فاز فيه نادي العهد.